# Kirby's Dream Land
Kirby's Dream Land er et action-platform spil udviklet af HAL Laboratory og udgivet af Nintendo til Game Boy, som blev udgivet i 1992. Det er både det første videospil i Kirby-serien og indeholder den første debut af Kirby selv. Det er den første Kirby-titel, og det skabte mange konventioner i begyndelsen, der viste sig i senere spil i serien, herunder Kirbys grundlæggende træk. Men Kirbys varemærke, "kopi-evnen" blev ikke vist indtil Kirby's Adventure, udgivet for mindre end et år senere. 
1. ↑  Kirby's Dream Land is known in Japan as Hoshi no Kābī (星のカービィ lit. "Kirby of the Stars")